# Blow (hudební skupina)
Blow byla česká hudební skupina hrající elektronickou hudbu. Vznikla v roce 1997 v Pardubicích. Tvořili ji Sandra Dewi Marsito (někdy psáno též jako Candra), Andrej Željazkov, Teochar Bakardžiev a hudebník s přezdívkou P. R. Ananas.
Tvorba skupiny vycházela z drum'n'bassu, ke kterému však přistupovala velmi volně.
Skupina vydala dvě dlouhohrající desky: v roce 2000 debutovala albem Rolls-Royce In The Dance Club, v roce 2002 vydala album Catch The Light. Jejich skladby se objevily na několika CD kompilacích, např. Jungle Is Massive nebo Planet Dance. Vlastním remixem skladby Ufo přispěli též na remixovou kompilaci skupiny Manželé Kamufláž / Jižák '84 Vs. '99.